# Kızılcaağaç
Kızılcaağaç ist ein Dorf im Landkreis Beyağaç der türkischen Provinz Denizli. Kızılcaağaç liegt etwa 93 km südwestlich der Provinzhauptstadt Denizli und 9 km nordwestlich von Beyağaç. Kızılcaağaç hatte laut der letzten Volkszählung 835 Einwohner (Stand Ende Dezember 2010).